# MG 151
MG 151 byl letecký automatický kanón vyráběný během druhé světové války firmou Waffenfabrik Mauser. Nahradil kanón MG FF s kadencí 520-540/min. Verze MG 151/15 ráže 15 mm vyráběná od roku 1940 se příliš nerozšířila, protože již v roce 1941 vznikla mnohem účinnější verze MG 151/20 ráže 20 mm, která se dočkala širokého užití v letounech Luftwaffe včetně stíhačů, stíhacích bombardérů, bombardérů a bitevních letadel. Přeživší zbraně se po válce dále používaly v několika zemích.